# Maorineta sulcata
Maorineta sulcata är en spindelart som beskrevs av Alfred Frank Millidge 1988. Maorineta sulcata ingår i släktet Maorineta och familjen täckvävarspindlar. Inga underarter finns listade i Catalogue of Life.